# Leopold von Gründlach
Leopold von Gründlach (mort le 14 août 1303) est évêque de Bamberg de 1296 à sa mort.

## Biographie
Leopold ou Leupold vient de la maison de Gründlach (de), originaire de Nuremberg. Son oncle éponyme est prévôt de l'église Saint-Gangolf de Bamberg (de). Leopold devient prévôt de l'église Saint-Étienne de Bamberg (de) en 1274 puis en de la cathédrale en 1283. En 1293, il obtient une dévolution pour une prébende au chapitre des chanoines de Wurtzbourg.
Il est élu évêque entre le 15 septembre et le 9 octobre 1296. En tant qu'Elekt (de), il est d'abord admis comme prévôt. Le pape Boniface VIII refuse d'abord à cause de la dévolution puis dispense Leopold et le nomme évêque de Bamberg le 21 mars 1297. Le cardinal-évêque Gerardo Bianchi est chargé par le pape de porter la consécration. Le moment de l'attribution du pallium est inconnu. Leopold accepte de payer les arriérés de sa charge, mais il risque l'excommunication parce qu'il n'arrive pas à payer, il obtient une suspension de paiement en août 1299. Au début de 1298, lors de son retour de Rome, il visite les possessions de l'évêché de Bamberg en Carinthie. Il retourne en Carinthie à l'automne 1300.
Leopold assiste aux audiences du roi Adolphe de Nassau en 1298 à Nuremberg, en 1301 à Augsbourg et en 1302 de nouveau à Nuremberg et obtient ainsi des lettres royales de protection. D'autres créances monétaires papales concernent une indemnité de voyage pour le légat Nicolas d'Ostie. Sur les 750 livres à donner pour la croisade, il en récolte seulement 400, venant notamment de l'abbaye de Michelsberg (de), à cause de la mauvaise situation financière de l'évêché. Le reste doit être payé dans les deux ans.
La persécution des Juifs partie de Wurtzbourg s'étend pendant l'été 1298 à Nuremberg et Bamberg.
Après la mort de Leopold, il y a un conflit autour du choix entre Gerlach von Wetzlar, prévôt de Völkermarkt, et Johannes von Muchel, prévôt de Bamberg.

## Source, notes et références
- (de) Cet article est partiellement ou en totalité issu de l’article de Wikipédia en allemand intitulé « Leopold I. von Gründlach » (voir la liste des auteurs).